# Ariadna Herrero
Ariadna Herrero Molina (Granollers, Cataluña, 1981) es una escritora española, licenciada en Filología Catalana y en Filología Hispánica. Cursó un postgrado en Procesos Editoriales y ha realizado diversos cursos de novela, cuento y microrrelato.
El año 2004 fue la ganadora de la octava edición del Premio Literario de Teatro La Carrova con la obra Semblava una persona com qualsevol altra (Cossetània, 2006). El año 2016 quedó finalista en el concurso de cuentos de la revista Núvol con el relato Embruixada. Su relato L'engany fue uno de los ganadores del Certamen Literario Cryptshow Festival y se publicó en el recopilatorio Estats alterats de la ment (Males Herbes, 2017).
En Seràs un dels nostres (Llibres del delicte, 2017), su primera novela, Ariadna Herrero construye una absorbente trama sobre el mundo de las sectas. Cómo captan a las personas, cómo funcionan y cómo son de peligrosas para las personas vulnerables. Seràs un dels nostres quedó finalista en los certámenes de València Negra  y Cubelles Noir.
El 2018 publicó la novela juvenil Hem arribat tard a classe (Voliana edicions), una historia en la que, a través de un viaje en el tiempo de tres estudiantes, se cuentan algunos hechos destacados de las biografías de los escritores catalanes medievales: Ramon Llull, Ramón Muntaner, Bernat Metge, Joanot Martorell y Ausiàs March.
En 2021 publicó La guardiana (Voliana edicions), una novela crossover que habla del viaje iniciático de la protagonista. La guardiana se inscribe dentro del género fantástico y en ella se despliega un universo propio, con una fuerte presencia de la mitología y de diferentes períodos históricos y espacios geográficos.

## Obra
- Herrero, Ariadna (2006). Semblava una persona com qualsevol altra (en catalán). Cossetània Edicions. ISBN 978-84-97911-88-7. [6]
- Herrero, Ariadna (2017). Seràs un dels nostres (en catalán). Llibres del Delicte. ISBN 978-84-947889-0-1. [7]
- Herrero, Ariadna (2018). Hem arribat tard a classe. Voliana. ISBN 978-84-947511-9-6.[8]
- Herrero, Ariadna (2021). La guardiana. Voliana. ISBN 978-84-122228-9-0.[9]